# Jens Fynbo
Jens Fynbo (* 2. März 1912 in Hollandsbjerg, Ørsted Sogn; † 10. Februar 2006) war ein dänischer Kaufmann.

## Leben
Jens Fynbo war der Sohn des Müllers Søren Sørensen Fynbo und dessen Frau Andrea Pedersen. Er hatte einen Bruder und eine Schwester und wuchs in einem Dorf östlich von Randers mit der Erwartung auf, Landwirt zu werden. Er wollte aber weiter die Schule besuchen und einen Realschulabschluss machen. Auf Wunsch seiner Mutter wollte er anschließend Theologie studieren, um Pastor werden zu können, aber dafür fehlte das Geld. Deswegen fasste er den Plan, für Grønlands Styrelse in Grönland zu arbeiten und nach fünf Jahren doch in Dänemark Landwirt zu werden. Grønlands Styrelse wollte ihn jedoch nicht einstellen, da sie ihn mit 25 Jahren für zu alt hielten, aber durch Glück gelang es ihm 1937 doch noch als Volontär angestellt zu werden.
1938 zog er als Handelsassistent auf Probe nach Grönland, wo er in Appat dienen sollte. Am 20. Mai 1939 heiratete er dort seine Verlobte Elisabeth Skifter (1915–?), Tochter des Hofbesitzers Laust Skifter und dessen Frau Maren Bugge. 1942 wurde er als Handelsassistent fest angestellt und 1943 nach Ilulissat versetzt. Nach Kriegsende wurde er als kommissarischer Kolonialverwalter und Sysselmand in Qeqertarsuaq angestellt.
1947 kehrte die Familie nach Dänemark zurück, wo er in der Einkaufsabteilung von Grønlands Styrelse angestellt wurde. Später wurde er im Grønlandsdepartement mit der Buchhaltung beauftragt. 1952 wurde er bei Den Kongelige Grønlandske Handel als Bevollmächtigter in der Verkehrsabteilung angestellt. 1965 wurde er dort Bürochef. 1972 erfolgte seine Beförderung zum Vizedirektor, bevor er 1977 Direktor des KGH wurde. Er war der letzte Däne, der dem KGH vorstand, bevor er 1981 vom Grönländer Aage Chemnitz abgelöst wurde.
Jens Fynbo war Ritter 1. Grades des Dannebrogordens. Am 19. Februar 2003 erhielt er im Alter von 90 Jahren den Nersornaat in Silber. Er starb 2006 drei Wochen vor seinem 94. Geburtstag und hinterließ vier Kinder und zahlreiche Enkel und Urenkel.